# Povijesni i pomorski muzej Istre
Povijesni i pomorski muzej Istre (tal. Museo storico e navale dell’Istria) nalazi se na najvišem brežuljku u Puli, na nadmorskoj visini od 32,4 metra, između mora i brežuljaka Arene, Zara i Sv. Mihovila, u adaptiranoj mletačkoj utvrdi. Od 1961. godine ondje se nalaze radne i izložbene prostorije Povijesnog i pomorskog muzeja Istre koji je osnovan 31. prosinca 1955. godine kao Muzej revolucije.

## Odjeli i zbirke
Povijesni i pomorski muzej Istre - Museo storico e navale dell'Istria javna je ustanova čija je djelatnost determinirana zakonskim odredbama. Djeluje kao jedinstvena cjelina s četiri ustrojbene jedinice: Odjelom za povijest grada Pule, Odjelom srednjovjekovne povijesti Istre, Odjelom istarske povijesti novoga vijeka i novoosnovanim Odjelom povijesti pomorstva i brodogradnje.
Više od 50.000 muzejskih predmeta obrađeno je, obrađuje se, dokumentira, pohranjuje i razvrstava u 18 muzejskih zbiraka (Numizmatička zbirka, Zbirka arhivalija, Zbirka filmskih i video zapisa, Zbirka fotografija, Zbirka memoarske građe, Zbirka ordena, medalja, plaketa, diploma, pečata i grbova, Zbirka oružja i vojne opreme, Zbirka plakata i promidžbenog materijala, Zbirka pomorstva i brodogradnje, Zbirka spomenika, Zbirka subgradskog života, Zbirka tiska, Zbirka zastava, Zbirka značajnih ličnosti, Kartografska zbirka, Zbirka audio zapisa, Zbirka gradskog života, Zbirka starih razglednica) i 10 ostalih, dokumentacijskih zbiraka. U bogatom fundusu s preko 50.000 muzejskih predmeta posebno je značajan fundus zbirke starih razglednica, karata te zbirke oružja, odora i vojne opreme i pomorstva.
Muzej prikuplja kulturna dobra (u vremenskom slijedu od razvijenog srednjeg vijeka, tj. od 15. stoljeća do najnovijeg doba), stručno obrađuje, pohranjuje, zaštićuje i čuva s potrebnom dokumentacijom, te neposredno ili posredno predočuje javnosti putem stalnih i povremenih izložaba ili objavljivanjem spoznaja o muzejskoj građi putem stručnih, znanstvenih i drugih obavijesnih sredstava s ciljem da pokretna dobra, kao dobra opće nacionalne i ljudske kulturne baštine, služe zadovoljavanju osnovnih ljudskih i kulturnih potreba.
Muzej zapošljava 9 osoba na čijem se čelu trenutačno nalazi ravnatelj Gracijano Kešac.

## Više informacija
- Mornarički muzej u Puli (njem. Marine Museum)

## Vanjske poveznice
- mdc.hr: info o Povijesnom muzeju Istre
- Glas Istre: Povijesni muzej Istre postaje i pomorski, objavljeno 27. rujna 2010., preuzeto 20. srpnja 2011.
- Povijesni i pomorski muzej Istre Hrvatska tehnička enciklopedija, portal hrvatske tehničke baštine. LZMK